# ジェフ・ダナ
ジェフ・ダナ（Jeff Danna、1964年 - ）は、カナダの映画音楽の作曲家。

## 略歴
オンタリオ州バーリントンに生まれる。兄は同じく映画音楽の作曲家のマイケル・ダナ。8歳の時には気の進まないままピアノを習っていたが、11歳の時にギターに夢中になり、15歳からギタリストとして活動。21歳で手に怪我を負ったことでプレイヤーとしての活動を辞め、ロサンゼルスに移り映画音楽の作曲を始めた。
音楽を担当した長編映画は、『バイオハザードII アポカリプス』『サイレントヒル』『サイレントヒル: リベレーション3D』といったゲーム原作の映画や、ライアン・ゴズリングとアンソニー・ホプキンス主演の『フラクチャー』、テリー・ギリアム監督の『Dr.パルナサスの鏡』『ローズ・イン・タイドランド』、ニール・ラビュート監督の『レイクビュー・テラス 危険な隣人』、ブレット・モーゲン監督の『くたばれ!ハリウッド』『Chicago 10（日本未公開）』、リチャード・アッテンボロー監督の『あの日の指輪を待つきみへ』、カルト映画『処刑人』など多岐にわたる。近年では、ブレット・モーゲン監督によるカート・コバーンのドキュメンタリー映画『COBAIN モンタージュ・オブ・ヘック』の音楽も担当している。
また、兄のマイケル・ダナと共作したアルバム『A Celtic Tale: The Legend of Deirdre』は世界的に成功し、米国ビルボードチャートのトップ10にランクインした。
ドラマシリーズ『Tyrant』の音楽も兄と共作し、2015年にエミー賞の音楽賞「作曲賞シリーズ部門」「主題歌部門」にノミネートされた（ジェフは過去にもドラマシリーズ『CAMELOT 〜禁断の王城〜』でも主題歌部門にノミネートされている）。

## フィルモグラフィ
兄のマイケル・ダナとの共作は「※」で記す。

### 映画
- コールド・コンフォート Cold Comfort（1989）
- Still Life: The Fine Art of Murder（1990）
- The Big Slice（1991）
- My Own Country（1998）
- At Sachem Farm（1998）
- 処刑人 The Boondock Saints（1999）
- 銃撃犯 New Blood（1999）
- ベイビー/潮風のおくりもの Baby（2000）
- グリーン・ドラゴン Green Dragon（2001）
- Criss Cross（2001）
- O O（2001）
- 灰の記憶 The Grey Zone（2001）
- Reversal（2001）
- くたばれ!ハリウッド The Kid Stays in the Picture（2002）
- The Matthew Shepard Story（2002）※
- Easter（2002）
- Mafia Doctor（2003）
- Miss Spider's Sunny Patch Kids（2003）
- レーシング・スピード Kart Racer（2003）
- Ice Bound: A Woman's Survival at the South Pole（2003）
- 新約聖書 ～ヨハネの福音書～ The Gospel of John（2003）
- Spinning Boris（2003）
- バイオハザードII アポカリプス Resident Evil: Apocalypse（2004）
- ローズ・イン・タイドランド Tideland（2005）※
- リプリー 暴かれた贋作 Ripley Under Ground（2005）
- サイレントヒル Silent Hill（2006）
- Chicago 10（2007）
- フラクチャー Fracture（2007）
- DISNEY PRINCESS おとぎの国のプリンセス/夢を信じて Disney Princess Enchanted Tales: Follow Your Dreams（2007）
- あの日の指輪を待つきみへ Closing the Ring（2007）
- 僕の相棒フィン Finn on the Fly（2008）
- レイクビュー・テラス 危険な隣人 Lakeview Terrace（2008）※
- Cartwheels（2008）
- The Cry of the Owl（2009）
- Dr.パルナサスの鏡 The Imaginarium of Doctor Parnassus（2009）※
- Formosa Betrayed（2009）
- Leaves of Grass（2009）
- 処刑人II The Boondock Saints II: All Saints Day（2009）
- The Last Rites of Ransom Pride（2010）
- Repeaters（2010）
- Sophie and Sheba（2010）
- Gaykeith（2010）
- パーフェクト・プラン 完全なる犯罪計画 Thin Ice（2011）
- Arena（2011）
- 陰謀のスプレマシー Erased（2012）
- サイレントヒル: リベレーション3D Silent Hill: Revelation 3D（2012）
- コロニー5 The Colony（2013）
- インファナル・ディール 野蛮な正義 Bad Country（2014）
- Shock Value（2014）
- Anesthesia（2014）
- COBAIN モンタージュ・オブ・ヘック Kurt Cobain: Montage of Heck（2015）
- アーロと少年 The Good Dinosaur（2015）※
- コウノトリ大作戦! Storks（2016）※
- ビリー・リンの永遠の一日 Billy Lynn's Long Halftime Walk（2016）※
- 生きのびるために The Breadwinner（2017）※[1]
- アダムス・ファミリー The Addams Family（2019）※
- 2分の1の魔法 Onward（2020）※
- アダムス・ファミリー2 アメリカ横断旅行! The Addams Family 2（2021）※

### テレビシリーズ
- Tropical Heat（1991–1993）
- Kung Fu: The Legend Continues（1993）
- ビバリーヒルズ高校白書 Beverly Hills, 90210（1996–1997）
- A Wrinkle in Time（2003）（テレビ映画）
- Miss Spider's Sunny Patch Friends（2004–2008）
- The Zula Patrol（2005–2007）
- Nimrod Nation（2007）
- 30 for 30（2010）
- Babar and the Adventures of Badou（2010–2015）
- CAMELOT 〜禁断の王城〜 Camelot（2011）※
- コンティニアム CPS特捜班 Continuum（2012–2014）
- Tyrant（2014–2015）※